# Осада Гарни
Осада Гарни — осада, произошедшая в 51 году, во время которой Радамист, сын царя Иберии Фаразмана I, выступил против своего дяди Митридата, царя Армении, в ходе иберийско-армянской войны.

## Предыстория
Митридат, младший брат Фаразмана I, занял армянский престол при поддержке сарматов и аланских наёмников. Римский гарнизон, размещённый в крепости Гарни близ Артаксата, обеспечивал его власть. Несмотря на то, что император Калигула держал Митридата некоторое время в плену в Риме, впоследствии Клавдий вернул его в Армению. Армения формально стала римским вассалом под контролем иберийцев.
Когда Митридат отказался поддержать своего брата Фаразмана в успешном походе против Кавказской Албании, Фаразман предоставил войска своему сыну Радамнисту, чтобы тот вторгся в Армению и сверг дядю.

## Осада
Царь Фаразман I Иберийский предоставил Радамнисту большое иберийское войско. Совершив внезапное вторжение, он вынудил царя Митридата укрыться в крепости Гарни, которую защищал римский гарнизон под командованием лагерного префекта Целия Поллиона, некоего Касперия и центуриона. Радамнист передал Митридату, что иберийцы стремятся к миру, и предложил заключить договор. Тем временем Фаразман тайно приказал сыну ускорить осаду любыми средствами.
Позднее Поллион, подкупленный Радамнистом, убедил римских солдат пригрозить сдачей гарнизона. Под этим давлением Митридат согласился капитулировать и покинул крепость. Радамнист бросился к дяде с объятиями, изображая уважение, называя его тестем и родителем. Он поклялся, что не причинит ему вреда ни мечом, ни ядом.
Он пригласил его в соседний лес, утверждая, что там подготовлены жертвоприношения в честь мира перед богами Иберии. По обычаю, союз скреплялся соединением правых рук и завязыванием больших пальцев узлом. Когда кровь приливала к концам пальцев, делался небольшой прокол, и затем партнёры поочерёдно пили кровь друг друга.
Однако в этот раз человек, завязывавший узел, притворился, что он распался, и внезапно схватил Митридата за колени, повалив его на землю. В тот же миг набросились другие, обвязали его цепями. Радамнист, соблюдая формальное обещание, не использовал ни меча, ни яда, а задушил дядю, завалив его тяжёлыми одеждами и перинами. Позднее он также убил сыновей Митридата за то, что те оплакивали смерть отца. Он также казнил жену Митридата, которая была его собственной сестрой.